# Diocesi di Bucello
La diocesi di Bucello (in latino: Dioecesis Bucellensis) è una sede soppressa del patriarcato di Costantinopoli e sede titolare della Chiesa cattolica.

## Storia
Bucello, identificata oggi con il villaggio di Matochina (l'antica Fikel o Fikla) a nord di Edirne in Bulgaria, è un'antica sede vescovile della provincia romana dell'Emimonto nella diocesi civile di Tracia. Faceva parte del patriarcato di Costantinopoli ed era suffraganea dell'arcidiocesi di Adrianopoli.
La diocesi è menzionata per la prima volta nella Notitia Episcopatuum attribuita all'imperatore Leone VI e databile all'inizio del X secolo); la sede, al sesto posto fra le suffraganee di Adrianopoli, è documentata nelle Notitiae fino al XII secolo.
Primo vescovo conosciuto di Bucello è Giovanni, che partecipò al concilio di Costantinopoli dell'879-880 dove fu riabilitato il patriarca Fozio di Costantinopoli. La sigillografia ha restituito i nomi dei vescovi Teodoro, vissuto tra X e XI secolo, e di Giovanni, vissuto nell'XI secolo. La diocesi è ancora documentata nel 1403.
Dal 1933 Bucello è annoverata tra le sedi vescovili titolari della Chiesa cattolica; la sede è vacante dal 20 aprile 1993.

## Cronotassi

### Vescovi greci
- Giovanni I † (menzionato nell'879)
- Teodoro † (X-XI secolo)
- Giovanni II † (XI secolo)

### Vescovi titolari
- Leo Clement Andrew Arkfeld, S.V.D. † (8 luglio 1948 - 15 novembre 1966 nominato vescovo di Wewak)[6]
- Mychajlo Sabryha, C.SS.R. † (16 gennaio 1991 - 20 aprile 1993 nominato eparca di Ternopil')[7]